# Alois Janak
Alois Janak (* 20. Februar 1896 in Steyr, Oberösterreich; † 12. August 1959 ebenda) war österreichischer Arbeiter und Politiker.

## Leben
Nach dem Besuch der Volks- und Bürgerschule wurde Janak Fräser in den Steyr-Werken. Ab 1917 nahm er am Weltkrieg teil und kam 1918 in italienische Kriegsgefangenschaft, aus der er erst im Sommer 1919 zurückkehrte. Er arbeitete dann wieder in den Steyr-Werken und trat 1929 der Heimwehr bei. 1934 kam er in den Wirtschaftsbeirat, wurde Betriebsrat und schließlich Zentralbetriebsrat der Steyr-Werke. Bis 1936 war er auch Vizebürgermeister von Steyr und von 1934 bis 1936 Landtagsabgeordneter. An den Auseinandersetzungen zwischen christlichen Gewerkschaftern und jenen, die aus der Heimwehr hervorgegangen waren, hatte er maßgeblichen Anteil.